# Vučko

Vučko w formie maskotki

Wizerunek wilka Vučko na ulicy w Sarajewie (2011)

Vučko (pol. Wilczek) – oficjalna maskotka Zimowych Igrzysk Olimpijskich 1984 w Sarajewie, przedstawiająca wilka o imieniu Vučko. Autorem koncepcji maskotki o porozumiewawczym spojrzeniu i uśmiechu był słoweński malarz Jože Trobec.
Wyboru maskotki dokonano na drodze konkursu, do którego stanęło 836 projektów – po wstępnej selekcji wybrano sześć. Ostateczny wybór należał do czytelników jugosłowiańskich gazet, którzy w głosowaniu wybrali projekt wilka, odrzucając baranka, jeżozwierza, kozicę, kulę śniegu i wiewiórkę.
Maskotka przedstawiająca wilka w czerwonym szaliku z logiem igrzysk miała ocieplić wizerunek tego gatunku oraz uratować jego populację w Bośni i Hercegowinie. Vučko pojawiał się na rysunkach jako narciarz, skoczek narciarski, łyżwiarz, który brak umiejętności nadrabiał ambicją, bojowością i odwagą. Stał się rozpoznawalny na całym świecie dzięki temu, iż każda transmisja z igrzysk w Sarajewie rozpoczynała się od krótkiej animacji, w której Vučko leciał na nartach i krzyczał „Sarajewoooo”. Głosu budzącej sympatię maskotce użyczył serbski piosenkarz Zdravko Čolić.
Maskotki były produkowane przez polską Spółdzielnię Pracy "Miś" w Siedlcach.